# MiyuMiyu
MiyuMiyu（みゆみゆ）は、日本の音楽バンドである。神奈川や東京のライブハウスを中心に活動。

## メンバー
- yukiko（ゆきこ）ボーカル＆ギター担当
- misa（みさ）ベース＆コーラス担当

## 旧メンバー
- izumi（いづみ） : (ドラムス、2006年1月21日脱退)

## 来歴
神奈川県立大磯高等学校の軽音楽部に在籍していた3人でバンド結成。バンド名はメンバーのmisaのM、izumiのi、yukikoのyuを合わせて、語調を整えるため2回繰り返してMiyuMiyuとなった。当初は他のバンドのカバーをしていたが、やがてオリジナル曲を作りはじめ、神奈川や東京のライブハウスを中心に活動をするようになる。NHK総合の熱唱オンエアバトルには7回（通常回放送は6回）も出場し、第二回チャンピオン大会ではセミファイナルまで進出している。挑戦した6回すべてでオンエアを記録し、6連勝を達成。また、その第二回チャンピオン大会のセミファイナルでは熱唱オンエアバトル、そしてその前身であるサマーソングバトル、ウインターソングバトルを含めた熱唱オンエアバトル関連の放送では唯一の400キロバトル台での敗退を経験した（チャンピオン大会で使用される、満点が1090キロバトルのバケツを含まず）。
ドラムスを担当していたizumiは2005年初夏から体調を崩し、自ら脱退を決意。2006年1月21日の初ワンマンライブをもって脱退することに決めて準備していたが、2006年の初めに交通事故に遭い、出演を果たせなかった。

## ディスコグラフィー

### シングル
1. violet
  1. violet
  2. 悲しみダンス
  3. sour
  4. 右手

2003年6月30日（INHAUS RECORDS）
2. lotos
  1. halo
  2. 時
  3. モノクロ
  4. ライム
  5. 羽根の裏

2004年7月20日（INHAUS RECORDS）
3. 流れ星
  1. 流れ星
  2. Last a way
  3. something
  4. seed

2006年7月15日（INHAUS RECORDS）
4. 流星
  1. 流星（アニメ「デジモンセイバーズ」後期エンディング主題歌）
  2. color
  3. 流星（Original Karaoke）
  4. color（Original Karaoke）

2006年11月22日（インデックスミュージック）
5. green page
  1. sanzan
  2. 有明の月
  3. wish
  4. マイページ（横浜美少女図鑑テーマソング）

2009年6月30日（INHAUS RECORDS）

## 出演

### テレビ
- 熱唱オンエアバトル

など

## 熱唱オンエアバトルの結果
| オンエア？                                    | 回                                            | 重量（KB） | 順位   | 曲名         |
| --------------------------------------------- | --------------------------------------------- | ---------- | ------ | ------------ |
| オンエア                                      | 13                                            | 421KB      | 4/10位 | violet       |
| オンエア                                      | 17                                            | 437KB      | 4/10位 | オーヴの秘密 |
| オンエア                                      | 22                                            | 369KB      | 5/10位 | sign         |
| オンエア                                      | 48                                            | 357KB      | 5/10位 | Last a way   |
| オンエア                                      | 50                                            | 425KB      | 1/10位 | 氷           |
| オンエア                                      | 53                                            | 369KB      | 1/10位 | サムシング   |
| 第2回チャンピオン大会 セミファイナルBブロック | 第2回チャンピオン大会 セミファイナルBブロック | 405KB      | 6/11位 | 流れ星       |